# Densbüren
Densbüren est une commune suisse du canton d'Argovie, située dans le district d'Aarau.

## Toponymie
S'appelait Teinspuiren en 1426.

## Histoire

Vue aérienne (1953)

Au bas Moyen Âge, Densbüren fait partie de la seigneurie d'Urgiz. Le château fort d'Urgiz, que tenait en 1277 un vassal de l'abbé de Murbach, est détruit par un tremblement de terre en 1356. La seigneurie appartient à l'évêché de Strasbourg, puis aux Effinger et à Ulrich Rätz de Säckingen, jusqu'à ce que Berne l'acquière et l'unisse à celle de Schenkenberg (1502). Au spirituel, Densbüren relève de Herznach, devient une filiale d'Elfingen à la Réforme (1528) et est érigé en paroisse en 1642. L'église date de 1550-1560. Jusqu'au milieu du XIXe siècle., Densbüren vit de l'agriculture et des vignobles (le secteur primaire offrait encore 19 % des emplois en 2000), accessoirement du trafic du col. Après la Seconde Guerre mondiale, de nombreux navetteurs viennent se fixer dans la commune (66 % de la population active en 2000, travaillant surtout dans la région d'Aarau). Malgré les quartiers de villas, Densbüren a conservé ses traits campagnards. Une nouvelle école est construite en 1957 et la route de la Staffelegg aménagée en 1985. Au sud de la commune se trouve le foyer de formation populaire de Herzberg, fondé par Fritz Wartenweiler (devenu un centre de formation et de rencontre).

## Population
Densbüren compte 743 habitants au 31 décembre 2022 pour une densité de population de 59 hab/km2. Sur la période 2010-2019, sa population a augmenté de 1,4 % (canton : 12,2 % ; Suisse : 9,4 %).  